# Dagmar Hubálková
Dagmar Hubálková (4 febbraio 1932 – 5 maggio 2019) è stata una cestista cecoslovacca.
Era la sorella di Stanislava Hubálková.

## Carriera
Con la Cecoslovacchia ha disputato tre edizioni dei Campionati mondiali (1957, 1959, 1964) e sei dei Campionati europei (1952, 1954, 1956, 1958, 1960, 1962).